# Légykapófélék

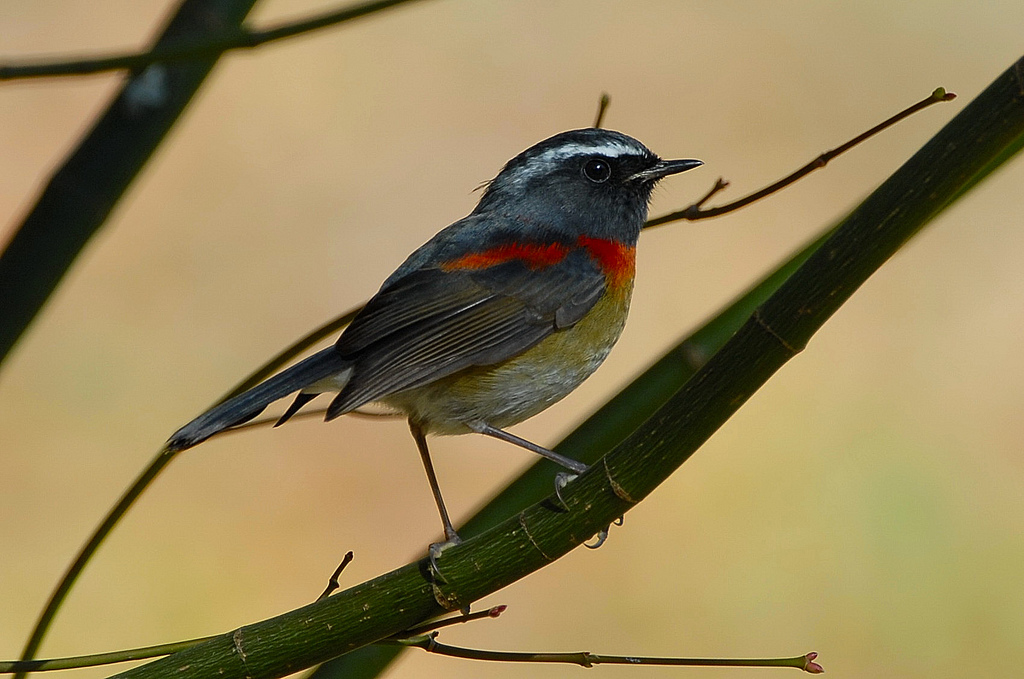
Tajvani kékfarkú (Tarsiger johnstoniae)

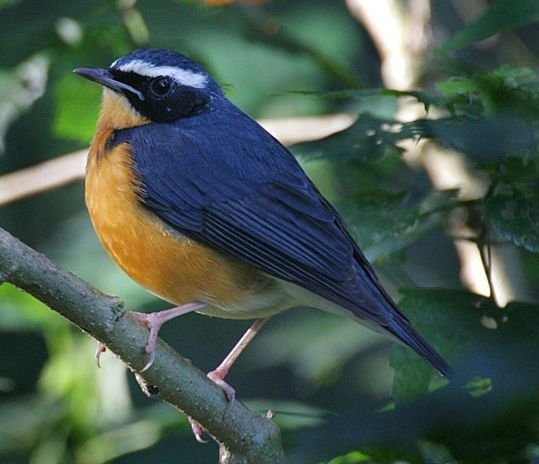
Narancsszínű fülemüle (Luscinia brunnea)

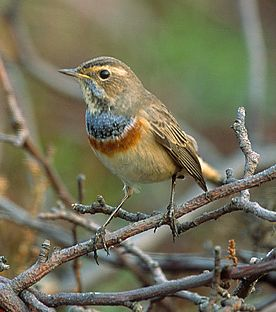
Kékbegy (Luscinia svecica)

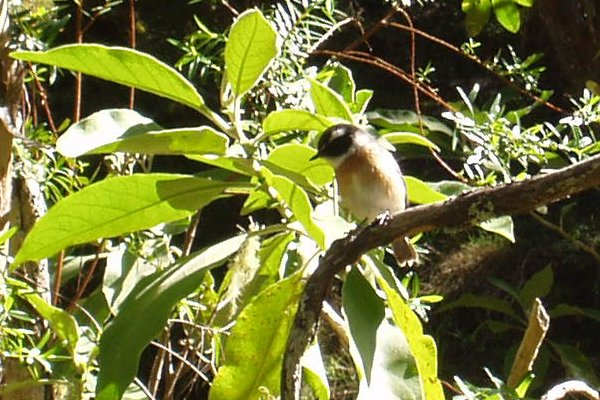
Saxicola tectes

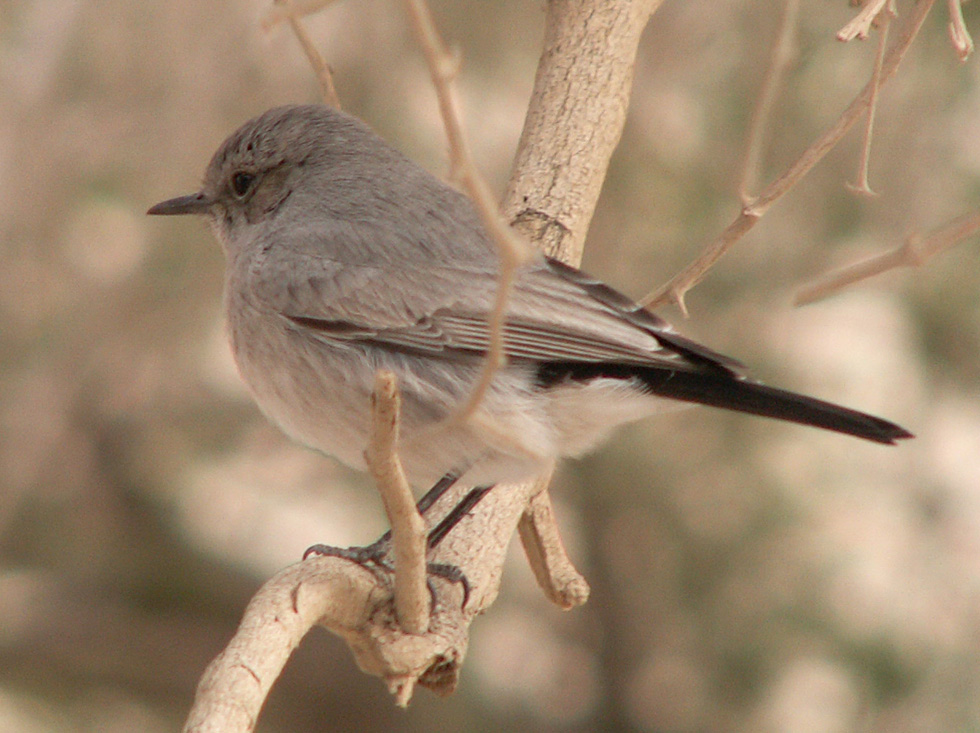
Koromfarkú csuk (Cercomela melanura)

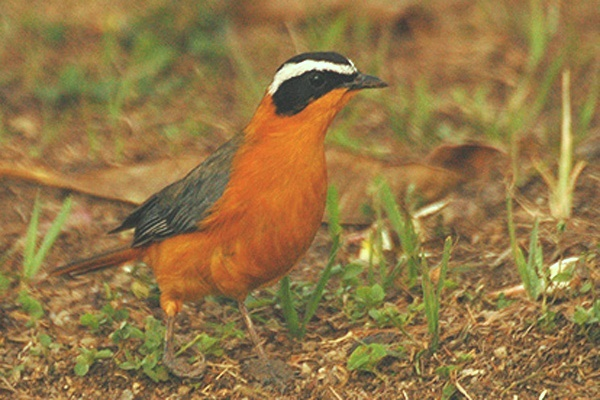
Szemsávos rozsdásrigó (Cossypha heuglini)

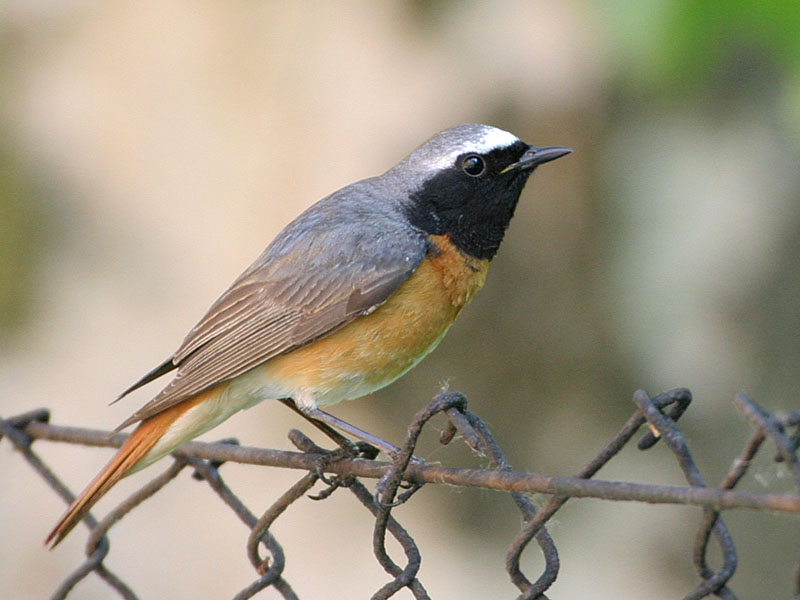
Kerti rozsdafarkú (Phoenicurus phoenicurus)

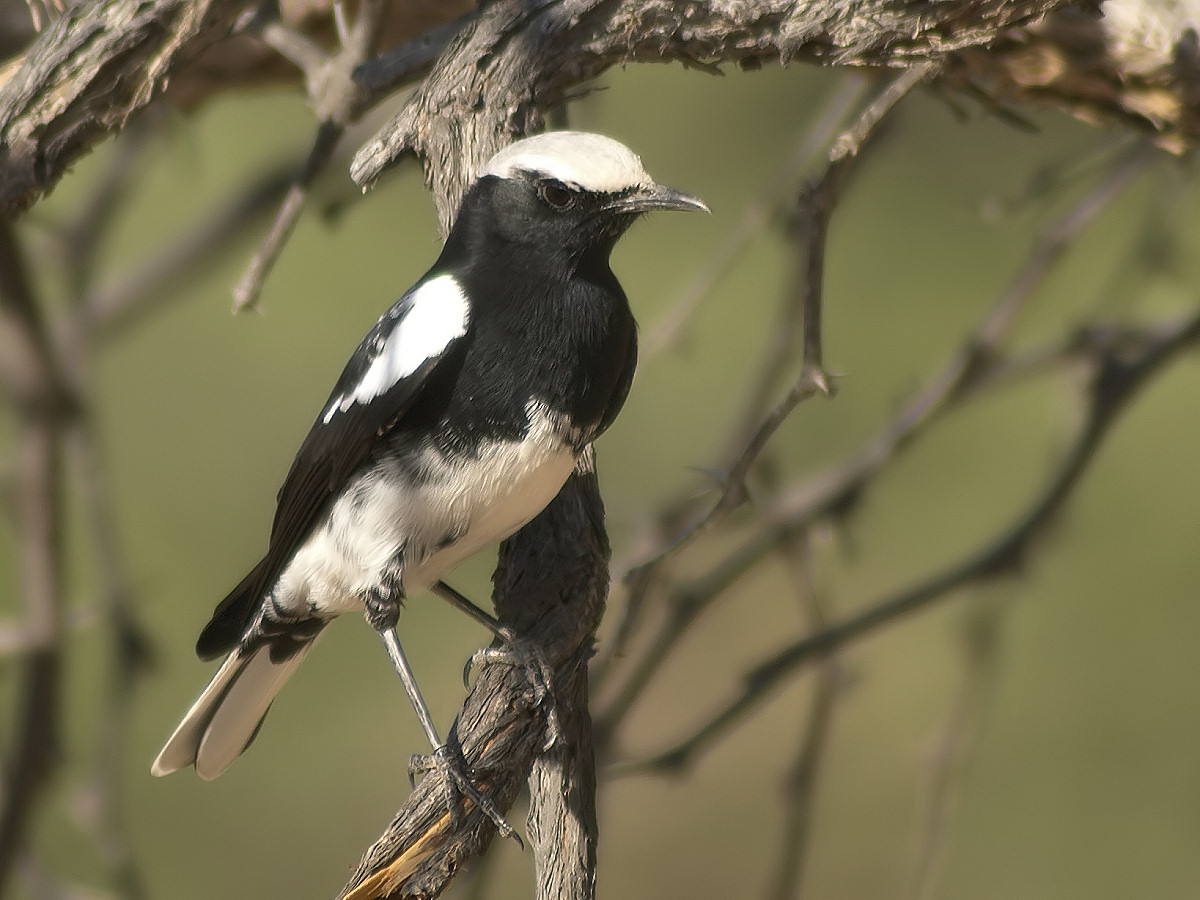
Hegyi hantmadár (Oenanthe monticola)

A légykapófélék (Muscicapidae) a madarak (Aves) osztályának verébalakúak (Passeriformes) rendjébe tartozó család. 2 alcsalád, 49 nem és 277 faj tartozik a családba.
A családhoz jelenleg négy alcsalád és néhány alcsaládba egyértelműen be nem sorolható faj tartozik. A korábbi rendszer csak a ma Muscicapinae alcsaládba sorolt fajokat helyezte e családba. Később az időközben lezajlott molekuláris vizsgálatok eredményei alapján a Saxicolinae alcsaládba sorolt fajokat – melyek korábban a rigófélék (Turdidae) családjába tartoztak – is áthelyezték ide. Áthelyezésük nem talált teljes egyetértésre a taxonómusok között, mivel ökológiai és viselkedéstani alapon legalább ugyanolyan közel állnak ezek a fajok a rigókhoz, mint a légykapókhoz. A még később lezajlott genetikai jellegű vizsgálatok alapján még tovább tagolták a családot, így az alcsaládok száma négyre emelkedett.
Az alcsaládba be nem sorolt fajok taxonómiáját ez idáig alig kutatták.

## Elterjedésük, élőhelyük
Az Óvilág szinte minden területén megtalálhatóak.
A légykapók (27 Ficedula és 22 Muscicapa faj) és császárlégykapó-félék (30 faj) gyakoriak. A legyezőfarkú-félék (kb. 40 Rhipidura faj) a sűrű erdőket és bozótokat kedvelik, elsősorban Délkelet-Ázsiában és néhány csendes-óceáni szigeten elterjedtek, de akadnak köztük közönséges, kertekben is fellelhető fajok. A légyvadászoknak (28 Pachycephala faj, Délkelet-Ázsiában Indonéziában, Új-Guineában, Ausztráliában és csendes-óceáni szigeteken terjedtek el a leginkább) nagy fejük és erős farkuk van.
Kb. 60 nem 350 faja vándorló életmódot folytat, ezek Európában, Afrikában és Ázsiában találhatók. 
A tündérmadárféléket (Maluridae) és dalnokféléket (Epthianuridae) néha szintén ebbe a családba sorolják.
Amerikában csupán néhány fajuk található.

## Megjelenésük
10–20 cm-es, küllemre nagyon különböző madarak (színeik a barna árnyalataitól kezdve a fekete fehéren keresztül az élénk piros és kékekig változhatnak, a hímek feltűnőbben színezettek, mint a nőstények), közös jellemzőjük az énekükben fellelhető halk dallamokat megszakító hangos, éles kiáltások.
Változatos madarak széles családja, a fajok némelyike még bóbitát vagy szakállt is visel.    A fejük kiszélesedő, rajta az erős csőr tőben nagyon széles. A felső káva orma szegletes, a hegye kampós és fogszerűen kivájt. Erősen fejlett szájzugsertéik vannak.    
A testük karcsú, nyakuk rövid. 10 elsőrendű evezőjük van,  a leghosszabbik a 3-5. számú közül kerül ki. A másodrendű evezők mindig rövidebbek az elsőrendűeknél.
A csüd egyes fajoknál hosszabb, másoknál rövidebb, mint a középső ujj. A tollazat általában laza, puha. Az ivari kétalakúság a tollazat színében is megmutatkozik. A szárnyak a rövid, kerektől a hosszú hegyesig variálnak, a farok általában rövid vagy közepes, a lábak pedig rövidek.

## Életmódjuk
Többnyire apró termetű rovarevők, melyek, mint azt a nevük is mutatja, zsákmányukat röptében kapják el. Erdőlakók, a lomb között, egy jó kilátást biztosító ágon ülve lesik a táplálékukként szolgáló rovarokat. Gyors, libbenésszerű röptével kapják el a prédát. A zsákmányt a csőrükkel fogják, s a leságra visszaülve fogyasztják el. Táplálékot az ágakról, levelekről is gyűjtögetnek, különösen fiókanevelés idején. A talajra is leszállnak pókok, bogarak után kutatva.
Hidegben, amikor kevesebb a rovar, ill. a fiókák neveléséhez többre volna szükség, ráfanyalodnak bogyókra is. Életmódjukból adódóan egész nap aktívak, élénkek, érdeklődőek. Az embert nem kerülik, a ragadozókkal bátran szembeszállnak. Kellemes, de nem feltűnő hangjukat leginkább csak az udvarlás időszakában hallatják.

## Szaporodásuk
Egyes fajok odvakban, fákon, bokrokon, mások pedig épületek zugaiban maguk építette külső fészekben költenek. Utóbbi kívül gondatlanul összerakott, de belül szépen bélelt. Fészkeik csésze alakúak. A fészekalj általában 4-5 tojásból áll. A fiókáik pettyesek. Monogám állatok, a szülők együtt gondozzák az utódokat.

## Rendszerezés
A család az alábbi 4 alcsaládot és nemeket foglalja magában.

### Légykapóformák
A légykapóformák (Muscicapinae) alcsaládjába 18 nem tartozik

#### Copsychini
- Alethe - 2 faj
- Cercotrichas - 10 faj
- Copsychus - 10 faj

#### Muscicapini
- Agricola – 2 faj
- Fraseria  – 2 faj
- Myioparus – 2 faj
- Melaenornis  – 4 faj
- Dioptrornis – 3 faj egyes rendszerekben a Melaenornis nemhez tartoznak
- Namibornis – 1 faj
- Sigelus – 1 faj
- Empidornis – 1 faj
- Bradornis  – 5 faj
- Humblotia – 1 faj
- Muscicapa – 24 faj

### Niltavinae
A Niltavinae alcsaládba 7 nem tartozik:
- Leucoptilon - 1 faj
- Sholicola – 2 vagy 3 faj
- Niltava – 7 faj
- Cyanoptila – 1 faj
- Eumyias – 5 faj
- Anthipes – 2 faj
- Cyornis – 19 faj
- Rhinomyias – 11 faj

### Erithacinae
- Erithacus – 1 faj
- Swynnertonia – 1 faj
- Pogonocichla  – 1 faj
- Stiphrornis – 2 faj
- Cossyphicula  – 1 faj
- Chamaetylas – 4 faj
- Cossypha – 9 faj
- Cichladusa – 3 faj
- Xenocopsychus – 1 faj
- Dessonornis – 4 faj
- Sheppardia – 11 faj

### Saxicolinae
A Saxicolinae alcsaládba 25 nem tartozik:
- Irania – 1 faj
- Luscinia – 4 faj
- Myiomela – 3 faj
- Calliope – 5 faj
- Enicurus – 8 faj
- Cinclidium – 3 faj
- Myophonus – 9 faj
- Heinrichia – 1 faj
- Vauriella – 4 faj
- Leonardina – 1 faj
- Brachypteryx – 11 faj
- Heteroxenicus – 1 faj
- Larvivora – 6 faj
- Ficedula – 28 faj
- Muscicapella – 1 faj
- Tarsiger – 6 faj
- Phoenicurus – 14 faj
- Monticola – 15 faj
- Saxicola – 15 faj
- Campicoloides – 1 faj
- Emarginata – 3 faj
- Pinarochroa – 1 faj
- Thamnolaea – 2 faj
- Myrmecocichla – 9 faj
- Oenanthe – 22 faj
- Cercomela – 9 faj